# 가충
가충(賈充, 217년 ~ 282년 4월 25일)은 중국 삼국시대 위(魏)나라 ~ 서진(西晉)의 신하로 자는 공려(公閭)이며 평양군(平陽郡) 양릉현(養陵縣) 사람이다. 위(魏)의 무장이자 정치가인 가규(賈逵)의 장남으로, 늦둥이로 태어났기 때문에 이름을 충(充)이라 지었다.

## 위나라의 신하
일찍부터 사마씨(司馬氏)의 무리에 가담했다.
258년, 사마씨의 반대세력인 제갈탄(諸葛誕)을 찾아갔으나, 제갈탄이 사마씨에게 반감을 보이자 제갈탄 일행을 제거하였다. 또한 사마소(司馬昭)의 명을 받아 성제(成濟)로 하여금 위의 황제 조모를 시해하게 하였다. 이때 진태(陳泰)는 가충을 죽일것을 요구하였으나, 사마소는 가충을 죽이지 않았다.
진왕이 되었던 사마소는 후계자를 결정하지 못하였는데, 가충은 사마염(司馬炎)을 추천하였고, 사마염이 진왕이 되자 제위를 빼앗아 황제가 될 것을 권유하였다.

## 진나라의 신하
사마염이 황제에 오르자, 고관의 직위에 오르고, 딸들을 황태자 사마충(司馬衷, 후의 효혜제)의 비와 제왕(齊王) 사마유(司馬攸)의 비로 보내며 외척으로써의 자리를 굳혔고, 거기장군 상서복야가 되어 순욱, 두예, 장화 등과 함께 《진율령(晉律令)》을 편찬하기도 했다.
280년, 양호(羊祜)가 오 토벌전을 상주하였을 때 반대하였다. 이때 장화(張華)가 이를 꾸짖자 아무런 말도 못하였다. 오(吳)를 토벌할 때 총사령관을 맡았다. 손호(孫皓)가 항복하자 잔학한 행동을 힐책하나, 반대로 조모를 암살한 것을 지적당하였다.
통일 후 노공(魯公)에 봉해졌으며 시호는 무공(武公)이다.
282년, 향년 65세에 죽었다.

## 팔왕의 난
가충의 두 딸은 태자비(太子妃)와 제왕비(濟王妃)가 되었다. 태자비는 후에 혜제(惠帝)의 가황후(賈皇后)가 되어 횡포가 심해졌는데, 팔왕의 난(八王之亂)이 일어나 서진(西晉)의 멸망의 단서가 되었다.

## 가계
- 가규 (아버지)
  - 가충
    - 가전(賈筌) (1녀, 제왕 사마유의 비)
    - 가준(賈浚) (2녀)
    - 가여민(賈黎民) (장남, 요절)
    -  ? (차남, 요절)
    - 가남풍(賈南風) (3녀, 서진 혜제의 황후)
    - 가오(賈午) (4녀, 한수(韓壽)의 부인)

  - 가혼(賈混) (동생)

## 같이 보기
- 삼국지 인물 목록